# 臺南市政府觀光旅遊局
臺南市政府觀光旅遊局（簡稱臺南市觀旅局），是中華民國（臺灣）臺南市政府一級機關，為臺南市最高觀光行政機關。

## 歷史
2010年12月25日臺南市縣合併，臺南縣政府觀光旅遊局與臺南市政府文化觀光處（觀光發展科）合併為臺南市政府觀光旅遊局，原臺南市政府文化觀光處之觀光業務移撥臺南市政府觀光旅遊局。
2024年籌辦台灣燈會，創下1,520萬參觀人次、幾乎零負評的紀錄。8月中，於新化區虎頭埤風景區成立「風景區營運科」，原虎頭埤風景區管理所裁撤，營運科負責虎頭埤、德元埤、葫蘆埤風景區，以及北門雙春濱海遊憩區、安平遊艇碼頭、黃金海岸船屋與福爾摩沙遊艇酒店等各風景區的營運、招商與履約管理等相關業務。

## 組織編制
- 局長
  - 副局長
    - 主任秘書
    - 專門委員
    - 簡任技正

### 局內單位
- 觀光事業科
- 觀光行銷科
- 觀光技術科
- 旅遊服務科
- 風景區管理科
- 風景區營運科
- 秘書室
- 人事室
- 會計室
- 政風室

## 外部連結
- 臺南市政府觀光旅遊局（繁體中文）
- 台南旅遊網（繁體中文）（英文）（日語）（简体中文）